# Mark Reynolds (voile)
Pour les articles homonymes, voir Mark Reynolds et Reynolds.
Mark Reynolds, né le 2 novembre 1955 à San Diego, est un skipper américain.

## Carrière
Mark Reynolds participe aux Jeux olympiques d'été de 1988 à Séoul et remporte la médaille d'argent dans la catégorie du star avec son coéquipier Harold Haenel. Quatre ans plus tard, lors des Jeux olympiques d'été de 1992 à Barcelone, il remporte le titre olympique en compagnie du même coéquipier. Lors des Jeux olympiques d'été de 2000 à Sydney, il remporte à nouveau le titre olympique dans la même catégorie de bateau en compagnie de Magnus Liljedahl.